# Molecule Island
Molecule Island (von englisch molecule ‚Molekül‘) ist die östlichste der Bragg-Inseln vor der Loubet-Küste des Grahamlands auf der Antarktischen Halbinsel. Im Crystal Sound liegt sie 12 km nördlich des Kap Rey.
Vermessungen des Falkland Islands Dependencies Survey zwischen 1958 und 1959 dienten ihrer Kartierung. Ihre Benennung ist an diejenige des benachbarten Atom Rock angelehnt.